# Bert Wagendorp
Bert Wagendorp (Groenlo, 5 november 1956) is een Nederlands schrijver en journalist.

## Biografie
Bert Wagendorp was leerling aan het Emelwerda College in Emmeloord en studeerde Nederlandse Taal- en Letterkunde aan de Rijksuniversiteit Groningen. Daarna was hij enige tijd werkzaam als copywriter in de reclame. In 1985 werd hij sportverslaggever bij de Leeuwarder Courant. In 1988 verhuisde hij naar de Volkskrant. Voor die krant versloeg hij tussen 1989 en 1994 zes keer de Tour de France. Van 1996 tot 2000 was hij correspondent in Londen. In 1995 verscheen zijn roman De Proloog, de beklemmende beschrijving van een doorwaakte nacht van een wielrenner die de proloog van de Tour de France moet winnen. Het boek werd in 2001 in het Duits vertaald (Der Prolog).
In mei 2013 verscheen de roman Ventoux. Het boek werd door het boekenpanel van het tv-programma De Wereld Draait Door uitgeroepen tot Boek van de Maand mei. Van Ventoux gingen binnen een half jaar 100 duizend exemplaren over de toonbank. De rechten werden verkocht naar Duitsland, Frankrijk, Denemarken en Noorwegen. Ventoux werd verfilmd.
In 2005 verscheen De dubbele schaar, een bundel met vier fictieve verhalen tegen een min of meer herkenbare, historische sportieve achtergrond. De dubbele schaar werd derde in de verkiezing van het beste sportboek van 2005, de Nico Scheepmaker Beker.
In 2006 kwam het boek Sportleven uit, met zijn verzameld sportwerk, waaronder een keuze uit de sportcolumns die hij tussen 2000 en 2006 schreef voor de Volkskrant. In december 2006 volgde hij Jan Blokker bij de Volkskrant op als algemeen columnist. Tot 17 juli 2022 verzorgde hij om de dag een column op pagina twee van de Volkskrant. Vanaf toen ging hij verder met een wekelijkse column.
Bert Wagendorp is medeoprichter en hoofdredacteur van het literaire wielertijdschrift De Muur. Hij schreef het hoofdverhaal van het boek Tussen Bordeaux en Alpe d'Huez, over de Nederlandse aanwezigheid in de Tour de France. Daarnaast verschenen verhalen van zijn hand in het literaire voetbaltijdschrift Hard gras en het literaire schaatstijdschrift Zwart IJs.

## Bestseller 60
| Boeken met noteringen in de Nederlandse Bestseller 60 | Jaar van verschijnen | Datum van binnenkomst | Hoogste positie | Aantal weken | Opmerkingen                        |
| ----------------------------------------------------- | -------------------- | --------------------- | --------------- | ------------ | ---------------------------------- |
| Ard Schenk                                            | 2009                 | 18-11-2009            | 32              | 2            |                                    |
| Ventoux                                               | 2013                 | 05-06-2013            | 3               | 36           |                                    |
| Vader & dochterboek                                   | 2015                 | 04-03-2015            | 8               | 10           | samen met dochter Hannah Wagendorp |
| Masser Brock                                          | 2017                 | 22-02-2017            | 9               | 6            |                                    |
| Ferrara                                               | 2019                 | 22-05-2019            | 23              | 10           | vervolg op zijn boek Ventoux       |
| Phoenix                                               | 2022                 | 02-03-2022            | 26              | 8            |                                    |
| De memoires van Abel Sikkink. Kalle                   | 2023                 | 03-05-2023            | 18              | 5            |                                    |
| Paris                                                 | 2024                 | 20-11-2024            | 31              | 5            |                                    |

- Bibsys: 15010519
- Gemeinsame Normdatei: 1037167937
- International Standard Name Identifier: 0000 0000 3012 5657
- Library of Congress Control Number: n96024912
- Nationale Bibliotheek van Tsjechië: mub2015864819
- Nederlandse Thesaurus van Auteursnamen: 139098569
- Système universitaire de documentation: 165552964
- Virtual International Authority File: 5875103
- WorldCat: E39PBJyCM9MGfJQJQFJ6KvRkDq